# Anopheles quadriannulatus
Anopheles quadriannulatus är en tvåvingeart som beskrevs av Theobald 1911. Anopheles quadriannulatus ingår i släktet Anopheles och familjen stickmyggor. Inga underarter finns listade i Catalogue of Life.